# Osprynchotus macrorhynchus
Osprynchotus macrorhynchus är en stekelart som beskrevs av Alessandro Ghigi 1911. Osprynchotus macrorhynchus ingår i släktet Osprynchotus och familjen brokparasitsteklar. Inga underarter finns listade i Catalogue of Life.